# باشگاه فوتبال دینامو دوشنبه
باشگاه فوتبال دینامو دوشنبه  یک باشگاه فوتبال در شهر  دوشنبه تاجیکستان است. این باشگاه در لیگ عالی تاجیکستان بازی می‌کند.